# Anyone Can Walk Away
»Anyone Can Walk Away« je skladba in osmi single Aleksandra Mežka. Singl je bil izdan leta 1992 pri založbi Mercury Records.

## Seznam skladb
| Št. | Naslov                                           | Dolžina |
| --- | ------------------------------------------------ | ------- |
| 1.  | „Anyone Can Walk Away‟ (Holden/Freelin/Galdston) | 3:52    |
| 2.  | „Kiss to Kiss‟ (Lind/D’Astugues/Galdston)        | 3:50    |
| 3.  | „Give me a Reason‟ (Lorber/Diamond)              | 3:36    |

## Zasedba
- Aleksander Mežek – vokal
- Pino Palladino – bas kitara
- Jimmy Copley – bobni
- Neal Taylor – kitara